# Пэджет, Клара
Леди Кла́ра Эли́забет А́йрис Пэ́джет (англ. Clara Elizabeth Iris Paget, род. 12 сентября 1988, Лондон) — английская актриса и модель, дочь художника Чарльза Пэджета, 8-го маркиза Англси, и писательницы Джорджианны Эллиот Доунс. Наиболее известна по роли Энн Бонни в телесериале «Чёрные паруса» про «золотой век пиратства».

## Фильмография
| Год       |     | Русское название                           | Оригинальное название                        | Роль                   |
| --------- | --- | ------------------------------------------ | -------------------------------------------- | ---------------------- |
| 2009      | ф   | Одноклассницы 2: Легенда о золоте Фриттона | St Trinian's 2: The Legend of Fritton's Gold | Белла                  |
| 2011      | с   | Убийства в Мидсомере                       | Midsomer Murders                             | Шарлотта Кэмерон       |
| 2011      | ф   | Один день                                  | One Day                                      | официантка с коктейлем |
| 2011      | ф   | Агент Джонни Инглиш: Перезагрузка          | Johnny English Reborn                        | официантка             |
| 2011      | с   | Хлопушки                                   | Little Crackers                              | Линда                  |
| 2013      | ф   | Форсаж 6                                   | Fast & Furious 6                             | Вег                    |
| 2014      | кор |                                            | Albert Camus: The Sea Close By               | модель                 |
| 2014—2017 | с   | Чёрные паруса                              | Black Sails                                  | Энн Бонни              |
| 2014      | ф   | Кислотные девушки                          | Acid Girls                                   | Лиа                    |